# Taksflacja
Taksflacja, także pełzanie przedziałowe – wzrost obciążenia dochodów podatników w warunkach inflacji i progresji podatkowej.

## Opis
Wzrost dochodów nominalnych (niekoniecznie realnych) powoduje wchodzenie podatników w wyższe przedziały skali podatku progresywnego. Taksflacja powoduje zmniejszanie się siły nabywczej ludności, gdy rosnące pod wpływem waloryzacji, proporcjonalnie do wzrostu cen, dochody przesuwają się do wyższych przedziałów podatkowych wskutek braku indeksacji progów. 
Strata siły nabywczej występuje, gdy przedziały stawek podatku progresywnego nie są indeksowane, a ludzie są wypychani w wyższe przedziały podatkowe - rosną ich dochody pieniężne, ale nie dochody realne - i płacą większy procent od swoich dochodów na rzecz budżetu państwa.
Emeryci tracą również, gdyż indeksacja ich emerytur nie nadąża za wzrostem cen.
Taksflacja jest wyrazem nadmiernego fiskalizmu państwa. 